# Kely Pruim
Kely Pruim (Dalfsen, 17 april 2000) is een Nederlands voetbalster die uitkomt voor PEC Zwolle in de Eredivisie.

## Carrière
Kely begon haar carrière bij de plaatselijke amateurvoetbalclub ASC '62 uit Dalfsen. Vanaf haar elfde tot haar vijftiende trainde ze mee met de jeugdploegen van PEC Zwolle. Op 15-jarige leeftijd sloot ze officieel aan bij de jeugdopleiding. Na al eens in het seizoen 2016/17 op de reservebank te hebben gezeten, debuteerde ze op 1 september 2017 in de hoofdmacht van PEC Zwolle in de wedstrijd tegen FC Twente.

### Carrièrestatistieken
| Seizoen                         | Club            | Land            | Competitie         | Competitie | Competitie | Beker | Beker | Internationaal | Internationaal | Overig | Overig | Totaal | Totaal |
| Seizoen                         | Club            | Land            | Competitie         | Wed.       | Dlp.       | Wed.  | Dlp.  | Wed.           | Dlp.           | Wed.   | Dlp.   | Wed.   | Dlp.   |
| ------------------------------- | --------------- | --------------- | ------------------ | ---------- | ---------- | ----- | ----- | -------------- | -------------- | ------ | ------ | ------ | ------ |
| 2016/17                         | PEC Zwolle      | Nederland       | Vrouwen Eredivisie | 0          | 0          | 0     | 0     | –              | –              | –      | –      | 0      | 0      |
| 2017/18                         | PEC Zwolle      | Nederland       | Vrouwen Eredivisie | 1          | 0          | 0     | 0     | –              | –              | –      | –      | 1      | 0      |
| 2018/19                         | PEC Zwolle      | Nederland       | Vrouwen Eredivisie | 6          | 0          | 1     | 0     | –              | –              | –      | –      | 7      | 0      |
| 2019/20                         | PEC Zwolle      | Nederland       | Vrouwen Eredivisie | 3          | 0          | 1     | 0     | –              | –              | 3      | 0      | 7      | 0      |
| 2020/21                         | PEC Zwolle      | Nederland       | Vrouwen Eredivisie | 18         | 1          | 1     | 0     | –              | –              | 4      | 0      | 23     | 1      |
| 2021/22                         | PEC Zwolle      | Nederland       | Vrouwen Eredivisie | 23         | 1          | 2     | 1     | –              | –              | 0      | 0      | 25     | 2      |
| 2022/23                         | PEC Zwolle      | Nederland       | Vrouwen Eredivisie | 19         | 0          | 1     | 0     | –              | –              | 0      | 0      | 20     | 0      |
| 2023/24                         | PEC Zwolle      | Nederland       | Vrouwen Eredivisie | 22         | 0          | 1     | 0     | –              | –              | –      | –      | 23     | 0      |
| 2024/25                         | PEC Zwolle      | Nederland       | Vrouwen Eredivisie | 11         | 1          | 0     | 0     | –              | –              | 0      | 0      | 11     | 1      |
| Carrière totaal                 | Carrière totaal | Carrière totaal | Carrière totaal    | 103        | 3          | 7     | 1     | 0              | 0              | 7      | 0      | 117    | 4      |
| Bijgewerkt tot 22 december 2024 |                 |                 |                    |            |            |       |       |                |                |        |        |        |        |